# Ali Molov
Ali Molov –en búlgaro, Али Моллов– (Troyan, 31 de diciembre de 1970) es un deportista búlgaro que compitió en lucha grecorromana. Ganó una medalla de bronce en el Campeonato Mundial de Lucha de 2002 y tres medallas de plata en el Campeonato Europeo de Lucha entre los años 1993 y 2001.

## Palmarés internacional
| Campeonato Mundial | Campeonato Mundial | Campeonato Mundial | Campeonato Mundial |
| Año                | Lugar              | Medalla            | Categoría          |
| ------------------ | ------------------ | ------------------ | ------------------ |
| 2002               | Moscú (Rusia)      | Medalla de bronce  | 96 kg              |
| Campeonato Europeo |                    |                    |                    |
| Año                | Lugar              | Medalla            | Categoría          |
| 1993               | Estambul (Turquía) | Medalla de plata   | 90 kg              |
| 1999               | Sofía (Bulgaria)   | Medalla de plata   | 97 kg              |
| 2001               | Estambul (Turquía) | Medalla de plata   | 97 kg              |